# AUGIAS-Archiv
AUGIAS-Archiv ist ein Computerprogramm zur Verwaltung professionell geführter Archive, das zunächst von Gerhard A. Auer und Karl-Theo Heil entwickelt wurde. Das Programm wird von einem großen Teil der Staats-, Kommunal-, Kirchen- und Adelsarchive in Deutschland, Österreich, der Schweiz, Luxemburg, Italien, Dänemark und den Vereinigten Staaten eingesetzt. Die Anzahl der Anwender beträgt mittlerweile rund 1600 (im Jahr 2022).

## Historisches
Der Vorläufer von AUGIAS-Archiv war das von der Nixdorf Computer AG vertriebene Programm »Nixas-Archiv«. Es diente der Inventarisierung von Archivbeständen, der Findbucherstellung sowie der Benutzerverwaltung. Inventarisierung und Findbuchdruck erfolgte auf der Basis von WordPerfect-4.2-Makros, die Benutzerverwaltung basierte auf der Notebook-Datenbank von WordPerfect Office 2.0. Die Verzeichnungsdaten von Nixas-Archiv liegen ursprünglich im Format »WordPerfect-4.2-Sekundärdatei« vor. Nixas-Archiv wurde 1988 von der Arbeitsgemeinschaft hauptamtlicher Archivare im Städtetag Baden-Württemberg als landeseinheitliches Verfahren für Kommunalarchive empfohlen. Im selben Jahr empfahl auch die damalige Archivberatungsstelle Rheinland und das Westfälische Archivamt das Programm für die dortigen Kommunal- und Adelsarchive.
Nachdem die Nixdorf Computer AG 1990 von Siemens übernommen worden war, gründeten die Programmentwickler Gerhard A. Auer und Karl-Theo Heil 1991 die Firma AUGIAS-Data und benannten das Programm in »AUGIAS-Archiv« um. AUGIAS-Data beschäftigt sich bis heute mit der Weiterentwicklung und Anwenderbetreuung. Die erste AUGIAS-Archiv-Version (4.0 als Nachfolger von Nixas-Archiv 3.0) basierte auf der relationalen Datenbank DataPerfect 2.1 unter MS-DOS.

## Aktuelle Versionen
1996 erfolgte die Umstellung von AUGIAS-Archiv 5.0 auf Version 6, damit auch der Umstieg auf die Windows-Plattform und der Wechsel auf Microsoft Access als Datenbank-Backend. Seit 1999 unterstützt AUGIAS-Archiv auch SQL-Server (Microsoft SQL Server, Oracle). Im Jahre 2000 war AUGIAS-Archiv 7.0 das weltweit erste Archivprogramm, das sowohl Beständeübersichten als auch detaillierte Findbücher im Internet präsentierte. Seit 2007 kann AUGIAS-Archiv 8.x auch mit PostgreSQL-Server verwendet werden.
Die aktuelle Version AUGIAS-Archiv X sowie die Vorgängerversion AUGIAS-Archiv 9.2 enthalten u. a. Module zur Findbucherstellung, Benutzer- und Magazinverwaltung, Restaurierung, Zugangsverwaltung, Multimedia-Archivierung, für den EAD-Export sowie zur Intranet- und Internet-Recherche.